# Deliberacja
Deliberacja (łac. deliberare 'rozważać; zastanawiać się' od libra 'waga') to proces rozważania i konfrontowania ze sobą lub z innymi własnych uczuć, emocji czy poglądów.
W psychologii jest to, według Pierre'a Janet, jeden z głównych procesów odpowiadających za kształtowanie i ewolucję osobowości.